# Old Trafford
Vous lisez un « bon article » labellisé en 2009.
Pour le stade de cricket, voir Old Trafford Cricket Ground.
Old Trafford est un stade de football situé à Stretford, dans la banlieue ouest du comté du Grand Manchester, en Angleterre.
Construit en 1909, il est la résidence de Manchester United depuis 1910. Pendant la seconde guerre mondiale, le stade est détruit par des bombardements allemands. Pendant cette période, Manchester United doit alors partager l'ancien terrain de Manchester City, Maine Road, avec son rival.
Surnommé le « Théâtre des Rêves » par Sir Bobby Charlton, il est le troisième stade d'Angleterre en termes de places disponibles, derrière les stades de Wembley et de Twickenham, avec une capacité de 74 879 spectateurs. Il fait partie des quelques stades anglais répondant aux critères de la catégorie 4 de l'UEFA (qui a remplacé l'ancienne catégorie « 5 étoiles »).
Des matchs de compétitions internationales, de la Coupe du monde de football 1966, remportée par l'Angleterre à domicile, et du Championnat d'Europe de football 1996 ont eu lieu à Old Trafford. Le stade accueille aussi des rencontres de rugby à XIII et des concerts. Situé à environ 800 mètres du stade de cricket portant le même nom, il est desservi par la ligne de tramway Manchester Metrolink.

## Histoire

### Construction et premières années

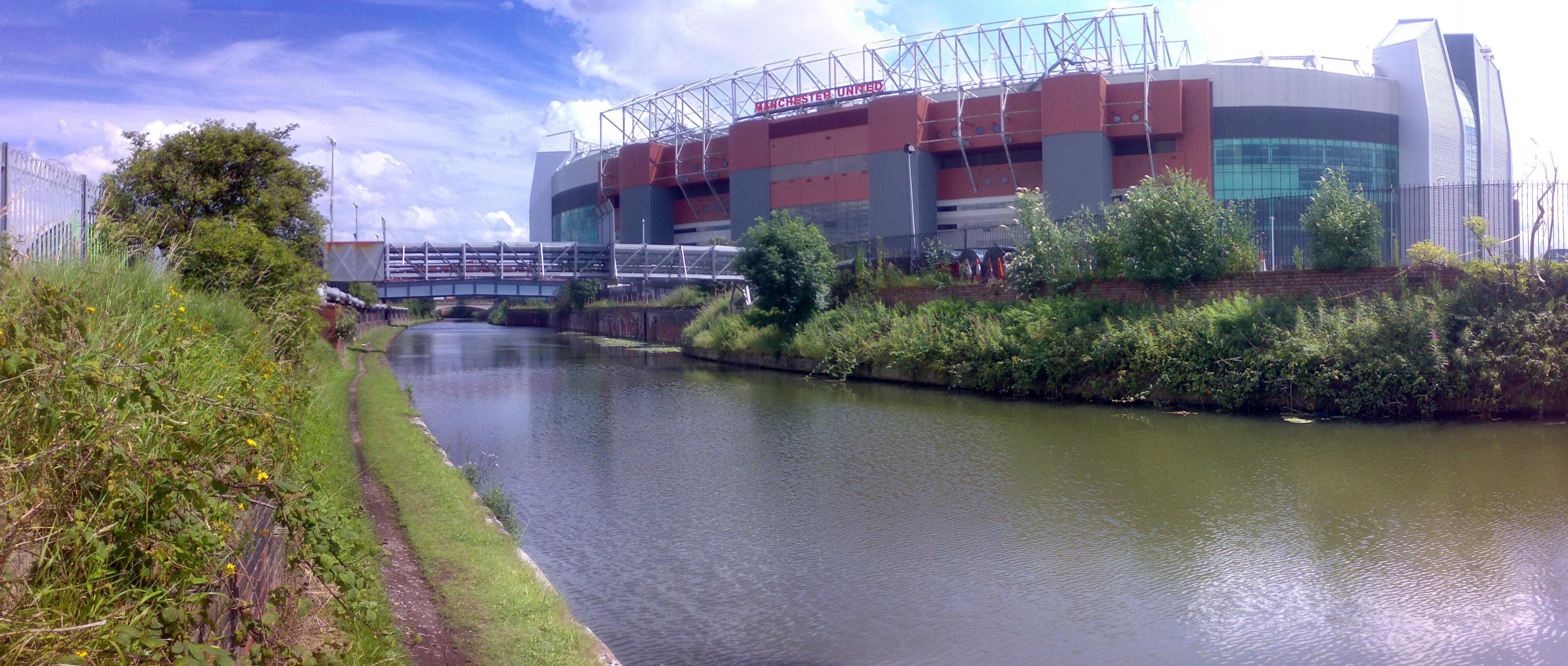
Le stade est à côté du Bridgewater Canal

Avant 1902, Manchester United est connu sous le nom de Newton Heath. Le club joue ses premiers matchs de football à North Road et à Bank Street à Clayton (en). Cependant, les deux terrains sont ruinés par des conditions misérables. Bank Street souffre notamment de la pollution des usines voisines.
En 1909, après le sauvetage du club de la faillite et son changement de nom, le nouveau président John Henry Davies décide que le terrain de Bank Street « n'est pas convenable pour une équipe qui a récemment gagné le championnat et la FA Cup ». Il fait don d'argent au club pour la construction d'un nouveau stade. Afin de ne pas dépenser cet argent frivolement, Davies recherche un site approprié autour de Manchester. Il choisit de s'installer sur un terrain adjacent au Bridgewater Canal.
Dessiné par l'architecte écossais Archibald Leitch, déjà auteur des plans de plusieurs autres stades, l'enceinte est d'abord imaginée pour pouvoir accueillir 100 000 spectateurs et pour que seule la tribune Sud soit couverte. En incluant l'achat du terrain, le coût de la construction du stade est initialement estimé à 60 000 livres. Cependant, les coûts montent en cours de chantier et atteindre la capacité de 100 000 places nécessite un investissement supplémentaire estimé à 30 000 livres. À la suggestion du secrétaire de club John James Bentley, la capacité est réduite à environ 80 000 spectateursWhite.
En mai 1908, Archibald Leitch écrit au Cheshire Lines Committee — qui a un dépôt de rail adjacent au site proposé pour le terrain de football — pour tenter de le persuader de subventionner la construction de la tribune située à côté de la ligne de chemin de fer. La subvention est estimée à hauteur de 10 000 livres, remboursée au tarif de 2 000 livres par an pendant cinq années ou en versant la moitié des recettes de billetterie de la tribune chaque année jusqu'à ce que le prêt ait été remboursé. Mais, malgré des garanties pour le prêt venant du club lui-même et de deux brasseries locales, toutes deux possessions du président du club John Henry Davies, le Cheshire Lines Committee rejette la proposition. Ce dernier prévoit de construire une nouvelle gare à côté du nouveau stade qui lui rapporterait 2 750 livres par an pour un coût de construction de 9 800 livres. La gare, nommée Trafford Park, est finalement construite, mais plus loin que prévu.
La construction du stade, réalisée par MM. Brameld et Smith de Manchester, est terminée à la fin de l'année 1909. Le stade est inauguré le 19 février 1910 à l'occasion d'un match entre Manchester United et Liverpool. L'équipe de Manchester ne réussit pas à offrir à ses supporteurs une victoire pour marquer l'événement : Liverpool remporte le match sur le score de 4 à 3.
Avant la construction du stade de Wembley, différents stades en Angleterre accueillent la finale de la Coupe d'Angleterre. Quelques finales se déroulent à Old Trafford. La première est le match rejoué de l'édition 1911 entre Bradford City et Newcastle United, qui n'ont pas pu se départager lors de la première finale à Crystal Palace (score vierge après prolongations). Bradford remporte la finale 1 à 0 grâce à un but de Jimmy Speirs devant 58 000 spectateurs. La deuxième finale disputée à Old Trafford est celle de l'édition de 1915 entre Sheffield United et Chelsea. Sheffield United remporte la victoire 3 à 0 devant presque 50 000 spectateurs, dont la majorité d'entre eux sont des militaires, si bien que la finale est surnommée la « Khaki Cup Final ». Le stade accueille son premier match international le 17 avril 1926, l'équipe d'Angleterre est battue par l'équipe d'Écosse 1-0 devant 49 429 personnes venues assister au match,.
Le 27 décembre 1920, Old Trafford établit le record d'affluence en championnat avant la Seconde Guerre mondiale. Lors d'un match perdu 3-1 contre Aston Villa, 70 504 spectateurs sont présents dans les tribunes du stade des Red Devils. Néanmoins, le record d'affluence à Old Trafford avant guerre n'est pas réalisé à l'occasion d'un match impliquant le club de Manchester United. En effet, le 25 mars 1939, 76 962 personnes assistent à la demi-finale de la Coupe d'Angleterre entre Wolverhampton Wanderers et Grimsby Town.

### Pendant la Seconde Guerre mondiale
En 1936, le stade est rénové. L'ensemble des modifications coûte 35 000 livres au club et comprend l'ajout d'un toit sur la tribune Nord tandis que les virages Sud sont couverts en 1938. Durant la Seconde Guerre mondiale, L'armée réquisitionne Old Trafford et l'utilise comme dépôt. Des matchs de football continuent à y être joué jusqu'aux bombardements allemands sur Trafford Park le 22 décembre 1940 qui endommagent le stade. En conséquence, la rencontre à domicile de Manchester United contre Stockport County doit être déplacée sur le terrain de Stockport. Le football revient à Old Trafford avec un match le 8 mars 1941, mais un nouveau raid allemand le 11 mars 1941 détruit une grande partie du stade, notamment la tribune principale et la tribune Sud. Cela oblige le club à déménager à Cornbrook Cold Storage, possession du président de United James William Gibson.
À la suite de pressions de Gibson, la War Damage Commission accorde à Manchester United 4 800 livres pour enlever les débris et 17 478 livres pour reconstruire les tribunes. Pendant la réhabilitation du stade, Manchester United joue ses matchs à domicile à Maine Road, le stade de Manchester City. En échange, le club paie à son rival un montant de 5 000 livres par an et lui cède un pourcentage sur les recettes de billetterie. Le club accumule alors des dettes s'élevant à 15 000 livres, en partie dues au loyer du Maine Road. Lorsque Old Trafford est rouvert en 1949, il n'est pas couvert et cela fait presque dix années qu'aucun match de championnat n'a été joué dans le stade. La première rencontre de Manchester United à Old Trafford après la guerre se déroule le 24 août 1949 devant 41 748 spectateurs qui assistent à une victoire 3 à 0 du club hôte contre Bolton Wanderers.

### Achèvement du plan principal

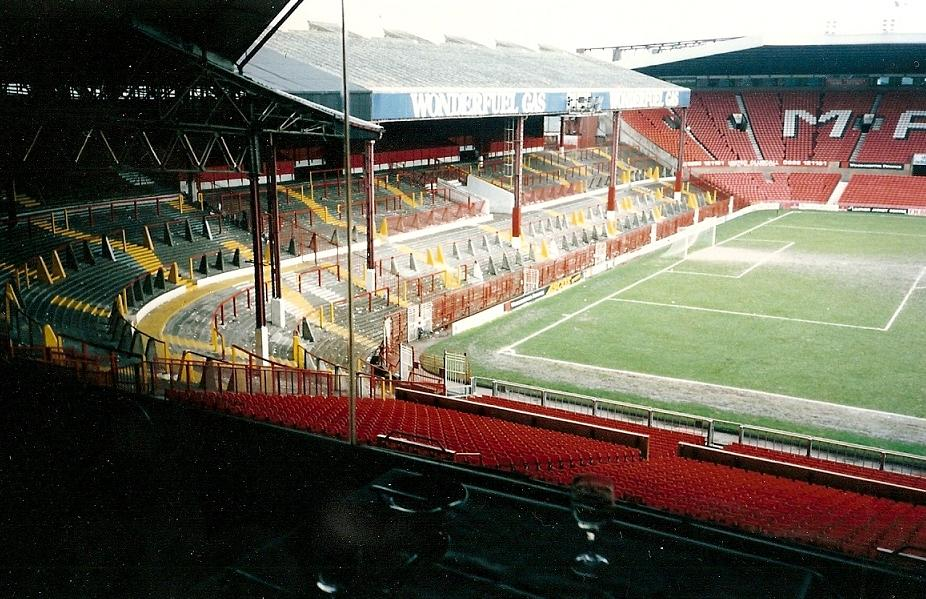
La tribune Stretford End en 1992.

Un toit est reconstitué sur la tribune principale en 1951 et, peu après, les trois tribunes restantes sont couvertes, notamment un toit sur la Stretford End (aujourd'hui appelée tribune Ouest) ajouté en 1959. Le club investi également 40 000 livres dans l'installation de projecteurs afin de pouvoir utiliser le stade pour les matchs européens qui se jouent en soirée plutôt que de se déplacer à Maine Road. Pour éviter d'avoir des ombres sur le terrain, deux parties du toit de la tribune principale sont supprimées. Le premier match joué à Old Trafford sous les projecteurs est une rencontre de première division entre Manchester United et Bolton Wanderers le 25 mars 1957.
Bien que les spectateurs soient maintenant capables de voir les joueurs la nuit, leur vision reste toujours entravée par des piliers soutenant les toits. Avec la Coupe du monde de football de 1966, les directeurs du club mancunien sont incités à repenser complètement les tribunes Nord et Est. Les vieux piliers de toit sont remplacés en 1965 par un toit en porte-à-faux au style moderne, permettant à chaque spectateur d'avoir une vue complètement dégagée. En outre, la tribune United Road est agrandie pour pouvoir accueillir 20 000 spectateurs dont 10 000 assis pour un coût de 350 000 livres. Les architectes de la nouvelle tribune, Mather and Nutter (aujourd'hui Atherden Fuller), modifient la disposition des tribunes pour avoir des places debout devant, un large espace de places assises derrière et les premières loges privées d'un terrain de football britannique.
Pendant cette période, le stade accueille la troisième finale de la Coupe d'Angleterre de son histoire pour le match rejoué de l'édition de 1970 entre Chelsea et Leeds United. Les Blues remportent la compétition par une victoire de 2 à 1. Les années 1970 voient une augmentation du hooliganisme dans le football en Angleterre. Lorsque Manchester United est relégué en deuxième division en 1974, les hooligans du club gagnent en notoriété, et un incident de lancer de couteau en 1971 force le club à ériger pour la première fois un périmètre de sécurité autour de la pelouse, empêchant les supporters d'entrer sur le terrain.
L'année 1973 voit l'achèvement du toit autour de la circonférence du stade ainsi que l'ajout de 5 500 sièges. Le vieux tableau d'affichage manuel est remplacé par un tableau d'affichage électronique dans le coin nord-est du stade. Puis, en 1975, une expansion coûtant trois millions de livres commence par l'ajout d'un bureau de la direction sur la tribune principale et d'un restaurant. Par endroits, la vue est toujours entravée par les piliers de toit. Le quart de cercle du sud-est a été alors détruit et remplacé en 1985 par une section assise portant le total de places assises à 25 686 (56 385 en tout).

### Conversion du stade avec uniquement des places assises
Depuis la Deuxième Guerre mondiale, l'ensemble des améliorations du stade s'est accompagné d'une réduction de sa capacité. Durant les années 1980, le nombre de places est d'environ 60 000 contre 80 000 à l'origine. La capacité baisse encore en 1990, quand le gouvernement britannique, sur recommandation du rapport Taylor, impose que tous les stades soient convertis en stade toutes places assises. Cette mesure se traduit par l'abandon des grandes transformations du stade prévues pour remplacer la Stretford End par une nouvelle tribune avec des places debout, surplombée par un toit relié à toutes les autres tribunes. Le coût de cette opération est estimé entre trois et cinq millions de livres. La reconstruction imposée par la mesure gouvernementale, y compris la suppression des places debout devant les trois autres tribunes, non seulement augmente le coût des travaux à environ dix millions de livres, mais réduit aussi la capacité d'Old Trafford au plus bas niveau de son histoire avec seulement 44 000 places. De plus, le club apprend en 1992 qu'il ne recevra que 1,4 million de livres sur les deux millions allouables par le Football Trust pour effectuer les travaux demandés par le rapport Taylor.

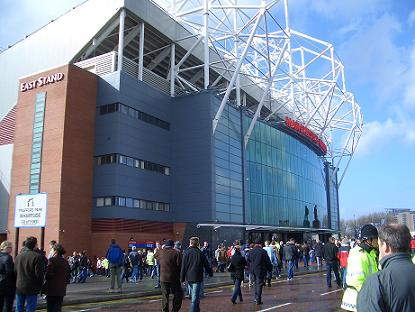
La nouvelle tribune est ouverte au début de la saison 2000-2001.

Les succès et la hausse de popularité du club au début des années 1990 rendent nécessaires de nouveaux travaux. En 1995 débute la construction d'une toute nouvelle tribune Nord qui doit être terminée à temps pour recevoir trois matchs de groupe, un quart de finale et une demi-finale de l'Euro 1996. Le club achète donc un site de 20 acres d'une valeur de 9,2 millions de livres en mars 1995 pour la construction de cette nouvelle tribune. Les travaux débutent à la fin de la saison 1994-1995 et se terminent en mai 1996. Dessinée par Atherden Fuller, avec Hilstone Laurie comme président du projet et de la construction et Campbell Reith Hill comme ingénieur structurel, la nouvelle tribune à trois niveaux coûte 18,65 millions de livres au club. La capacité de celle-ci est augmentée à 25 500 places environ, amenant la capacité du stade à 55 000 places. Le toit de cette tribune, mesurant 58,5 mètres, est le plus grand d'Europe. Les succès du club au cours des années suivantes permettent de penser de nouveau au développement du stade. Premièrement, un deuxième niveau est ajouté à la tribune Est. Il est ouvert en janvier 2000, le stade peut alors temporairement accueillir 61 000 personnes. Peu de temps après, l'ouverture du second niveau de la tribune Ouest où 7 000 sièges supplémentaires sont ajoutés, porte la capacité du stade à 68 217 places. Trois années plus tard, Old Trafford est le lieu de la finale de l'édition édition 2003 de la Ligue des champions entre le Milan AC et la Juventus.
De 2001 à 2007, après la démolition du vieux stade de Wembley, l'équipe nationale d'Angleterre doit trouver une nouvelle enceinte pour jouer ses matchs internationaux. Pendant les premières années, les matchs sont joués sur différents terrains, de Villa Park (Birmingham) à St James' Park (Newcastle). Cependant, de 2003 à 2007, Old Trafford devient l'hôte de 12 des 23 matchs à domicile de l'Angleterre. La rencontre internationale la plus récente jouée à Old Trafford est une défaite 1-0 contre l'Espagne le 7 février 2007 devant 58 207 spectateurs.

### Récente expansion
La plus récente expansion d'Old Trafford a lieu entre juillet 2005 et mai 2006 et voit une augmentation de 8 000 sièges avec l'ajout de deuxièmes niveaux aux quarts de cercles situés au nord-ouest et nord-est du stade. Elle porte la capacité du stade à 76 000 places dont 8 000 sièges luxueux. La plupart des nouvelles places assises sont utilisées pour la première fois le 26 mars 2006 lorsque l'affluence atteint 69 070 spectateurs, ce qui devient le nouveau record d'affluence pour un match du championnat d'Angleterre.
En 2012, Old Trafford devient l'un des premiers stades de football à répondre à la norme ISO 20121 : « Systèmes de management responsable appliqués à l’activité événementielle – Exigences et recommandations de mise en œuvre ».

### Projets
Manchester United a toujours des projets pour augmenter la capacité du stade. L'étape suivante est la reconstruction de la tribune Sud, qui n'a qu'un seul niveau contrairement aux trois autres tribunes. Une reproduction du développement des tribunes Nord et des coins Nord-Est et Nord-Ouest dans les tribunes Sud porterait la capacité du stade aux environs de 95 000 places, ce qui en ferait le plus grand d'Angleterre devant Wembley et ses 90 000 places disponibles.

## Structure et équipements

Schéma montrant la disposition du stade, tribune par tribune.

La pelouse d'Old Trafford est entourée par quatre tribunes couvertes avec des places assises uniquement, officiellement nommées tribunes Nord, Est, Sud et Ouest. Chaque tribune possède au moins deux niveaux à l'exception de la tribune Sud qui n'en contient qu'un seul. Le niveau le plus bas de chaque tribune est séparé entre sections hautes et sections basses. Les sections basses, sans sièges avant les années 1990, ont été transformées.

### Terrain de jeu

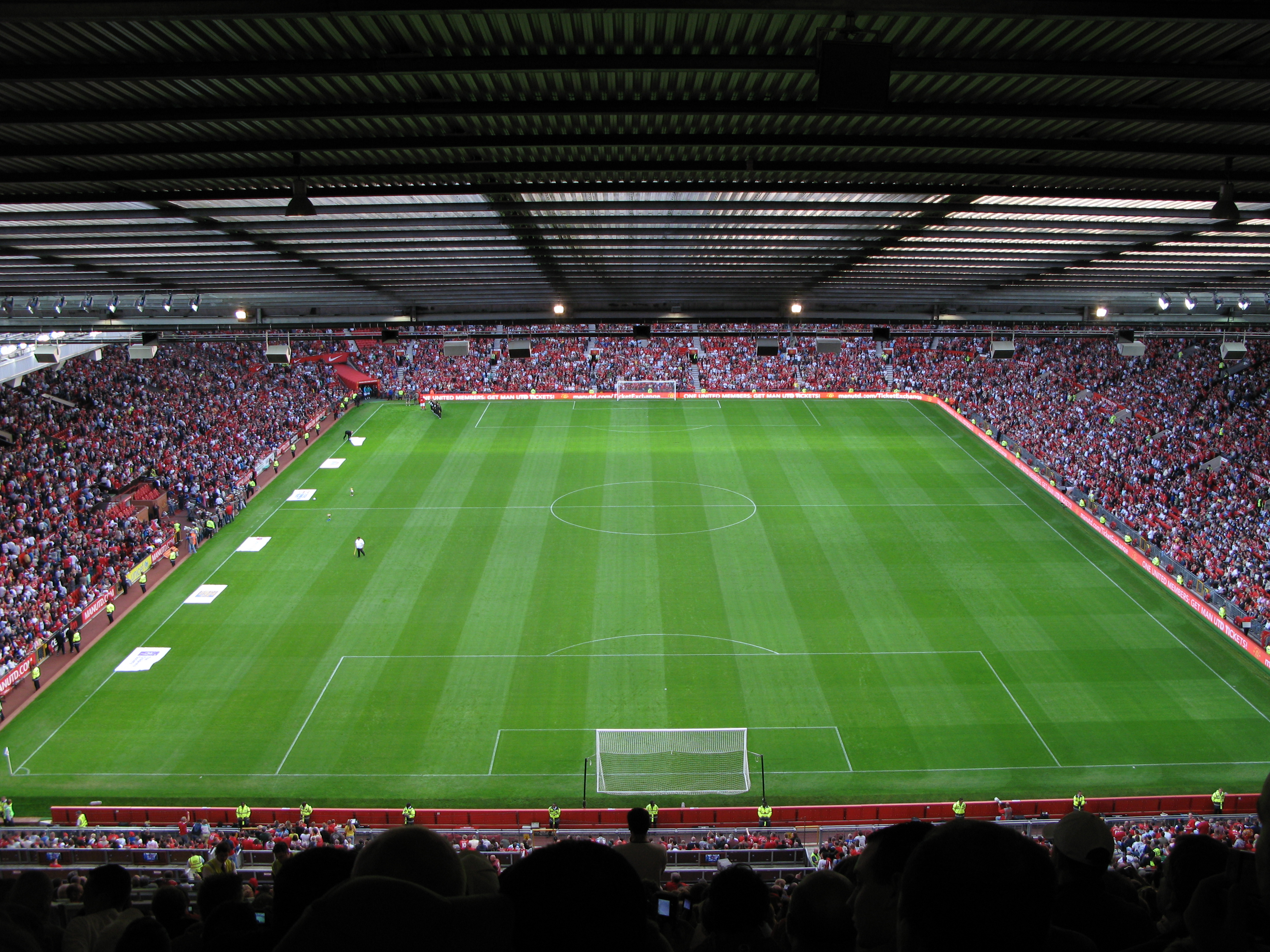
Le terrain de jeu du stade d'Old Trafford vue depuis le haut de la tribune.

Le terrain de jeu mesure approximativement 105 mètres de long et 68 mètres de large, avec quelques mètres d'espace de chaque côté du terrain. Le centre du terrain est environ 23 centimètres plus haut que les coins du terrain, permettant à l'eau en surface de partir plus facilement. Comme d'autres terrains modernes, il y a un système de chauffage souterrain à 10 centimètres sous le sol, composé de 37 kilomètres de tuyaux en plastique,. Le manager néerlandais Louis van Gaal accorde une attention particulière au terrain et à son état. La pelouse d'Old Trafford est arrosée régulièrement, elle l'est moins les jours de pluie, et tondue trois fois par semaine entre avril et novembre, et une fois par semaine entre novembre et mars. Il n'y a ni grille ni fosse autour du terrain, ce qui permet à la première rangée de spectateurs d'être à moins de deux mètres des panneaux publicitaires.

### Tribunes

#### Tribune Nord / Sir Alex Ferguson

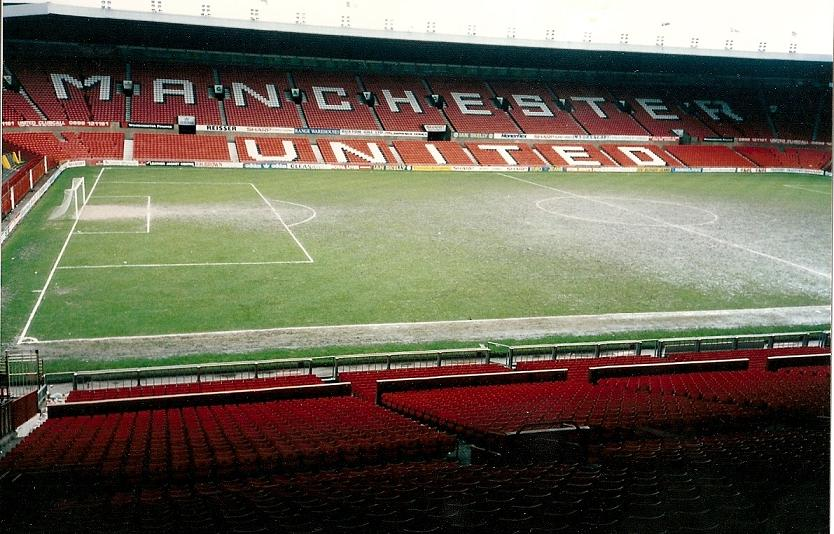
La tribune Nord d'Old Trafford en 1992.

Autrefois connue sous le nom de tribune United Road, la tribune Nord est la tribune du stade qui peut contenir le plus de supporteurs avec presque 26 000 sièges disponibles. Avec trois grands niveaux, la tribune peut aussi loger quelques supporteurs dans des loges. La tribune Nord sous sa forme actuelle est ouverte en 1996. Avant cette date, elle ne comprend qu'un seul niveau. En tant que principale tribune, elle contient une grande partie des équipements les plus populaires comme le Red Café, restaurant bar au thème de Manchester United, le musée et la salle des trophées. Originellement ouvert en 1986 comme le premier du genre au monde, le musée du club est initialement situé dans le coin sud-est du stade. Il est ensuite déplacé lors du nouveau développement de la tribune Nord en 1998. Le nouveau musée est inauguré le 11 avril 1998 par Pelé et, selon le site internet du club des Red Devils, il attire depuis plus de 200 000 visiteurs chaque année. À l'occasion de l'anniversaire des 25 ans au club de Sir Alex Ferguson, David Gill, directeur exécutif de Manchester United, indique que la tribune nord du stade d’Old Trafford est rebaptisée Tribune Sir Alex Ferguson.

#### Tribune Sud / Sir Bobby Charlton

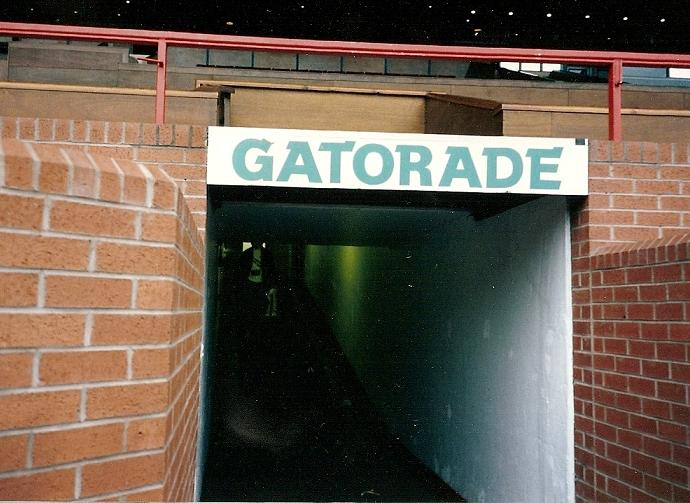
L'ancien tunnel est la seule partie restante du stade de 1909.

En face de la tribune Nord s'élève la tribune Sud. À l'origine, elle est la tribune principale du stade. Renommée Tribune Bobby Charlton en 2016,,, elle reste actuellement avec un seul niveau, mais c'est elle qui contient le plus de loges. Elle est aussi réservée à l'accueil des V.I.P. qui souhaitent assister à des rencontres. Les journalistes sont assis au milieu de la section haute de la tribune pour leur donner la meilleure vue possible du match. Les caméras de télévision étant aussi placées sur la tribune Sud, elle est la moins montrée à la télévision. Les studios de télévision sont placés à chaque extrémité de la tribune. Celui de la chaîne du club mancunien, MUTV, se trouve dans la partie Est et les autres chaînes comme la BBC et Sky se situent dans la partie ouest.
Les bancs sont au centre de la tribune Sud, à un niveau plus haut que celui du terrain pour donner au manager et ses entraîneurs une vue surélevée du match. Le banc de chaque équipe est situé de part et d'autre de l'ancien tunnel. Utilisé jusqu'en 1993, il constitue la seule partie restante du vieux stade de 1910, il a survécu aux bombardements qui ont détruit une grande partie du stade pendant la Seconde Guerre mondiale. Le 6 février 2008, le tunnel est renommé le « Munich Tunnel », comme mémorial pour le cinquantième anniversaire du crash aérien de Munich en 1958. Situé dans le sud-ouest de terrain, le tunnel actuel mène, via la zone d'interview, vers les vestiaires des joueurs et le salon des joueurs, à côté duquel se trouve une crèche pour garder les enfants des joueurs pendant le match. Il sert aussi d'entrée pour les services de secours. Lorsque de larges véhicules ont besoin de rentrer sur le terrain, la largeur du tunnel peut être augmentée à 25 mètres.

#### Tribune Ouest / Stretford End

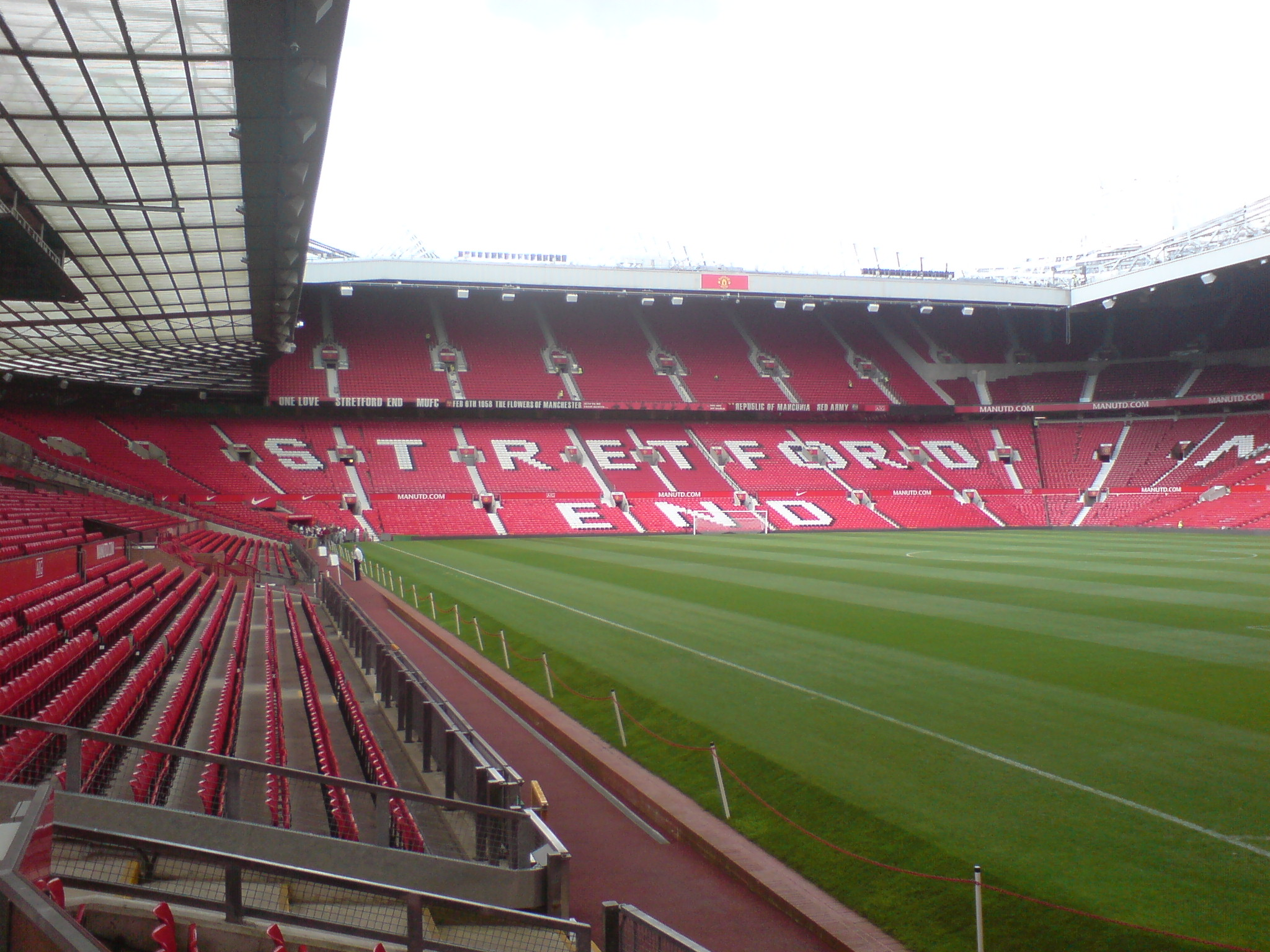
La tribune Ouest, avec la mosaïque des sièges montrant le nom familier de la tribune

La tribune Ouest, aussi appelée Stretford End, est peut-être la plus connue des tribunes d'Old Trafford. Traditionnellement, elle est le repaire des plus fervents supporters de Manchester United, et aussi de ceux qui font le plus de bruit. Originellement prévue pour recevoir 20 000 supporters, la tribune Stretford End a été la dernière à être couverte et aussi la dernière à posséder des places debout avant le changement obligatoire des années 1990. La reconstruction de la tribune durant la saison 1992-1993 est dirigée par l'entreprise Alfred McAlpine. Lorsqu'un second niveau y est ajouté en 2000, de nombreux supporters du vieux « K Stand » se sont déplacés dans cette partie du stade et ont décidé de mettre des bannières et des drapeaux sur la barrière avant de la tribune. La Stretford End fait partie intégrante de la culture du club. Denis Law, qui a marqué l'histoire du club, surnommé « King of the Stretford End », est représenté par une statue qui se trouve dans la partie supérieure de la tribune. Le second joueur à être surnommé « King of the Stretford End » est Éric Cantona.

#### Tribune Est

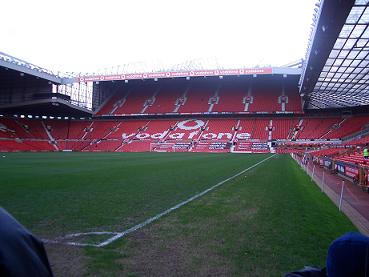
Tribune Est

La tribune Est constitue, après la tribune Nord, la seconde tribune du stade Old Trafford à avoir été couverte d'un toit en porte-à-faux. Le tableau d'affichage est situé dans cette tribune. Elle peut actuellement accueillir presque 12 000 supporters et est l'emplacement de la section des supporters handicapés et des supporters de l'équipe adverse. La section handicapée peut contenir jusqu'à 170 supporters, avec des places gratuites pour des travailleurs sociaux. Old Trafford est à l'origine divisé en sections, chacune étant désignée par une lettre de l'alphabet. Bien que chaque section ait possédé une lettre, c'est la tribune K qui est la plus généralement mentionnée aujourd'hui. Les supporters de la tribune K sont reconnus pour leur appui vocal au club même si beaucoup d'entre eux sont aujourd'hui transférés au deuxième niveau de la tribune Ouest.

### Marketing

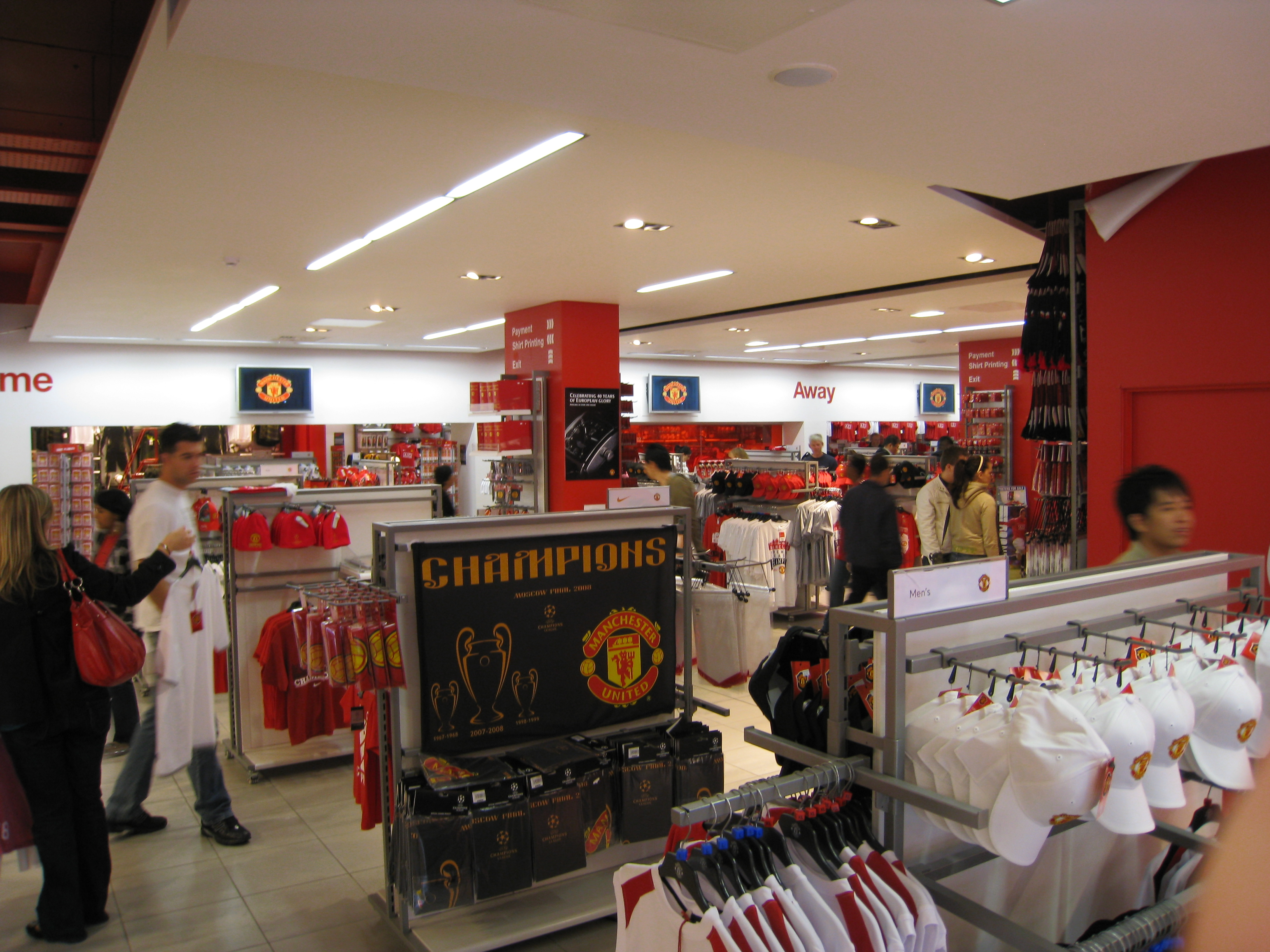
Boutique officielle de Manchester United dans le stade d'Old Trafford.

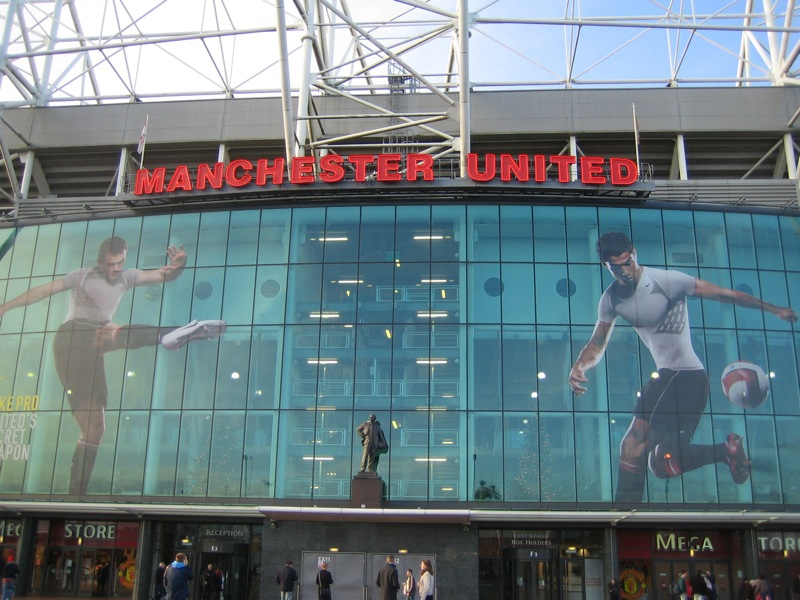
Campagne publicitaire de Nike au-dessus de l'entrée d'Old Trafford.

La boutique officielle de Manchester United s'est trouvée à six emplacements différents depuis sa première ouverture en 1967. À l'origine, la boutique est une petite hutte près de la voie de chemin de fer qui longe le stade. La boutique est d'abord déplacée le long de la tribune Sud, mais cela pose un problème avec l'arrivée des supporteurs adverses dans le stade. Elle est alors transférée dans le bâtiment qui devient peu de temps après le bureau du merchandising du club. La montée de la popularité du club au début des années 1990 fait évoluer la boutique. Elle connaît une expansion conséquente et est convertie en megastore. Cette nouvelle boutique, située sur l'avant-cour de la tribune Ouest, est inaugurée par Alex Ferguson le 3 décembre 1994. Les déménagements les plus récents se déroulent à la fin des années 1990. L'expansion du deuxième niveau de la tribune Ouest requiert la démolition du mégastore. Le magasin est donc temporairement déplacé au même endroit de l'autre côté du stade, dans la tribune Est, avant d'occuper un espace permanent de 1 600 mètres carrés au rez-de-chaussée de la tribune Est en 2000. L'espace de l'actuel magasin est la propriété de l'équipementier de Manchester United, Adidas, qui utilise le magasin.
Derrière la tribune Est, il y a des bureaux où sont concentrés le centre administratif du club, les locaux de l'équipe de Inside United, le magazine officiel de Manchester United, le site internet officiel du club et ses autres départements administratifs. Des images et des publicités décorent les vitres sur la face extérieure de la tribune. Il s'agit le plus souvent de publicités Nike. Mais cela peut aussi servir à rendre un hommage comme celui rendu aux Busby Babes pour le cinquantième anniversaire du crash de Munich. Les panneaux publicitaires font leur apparition en 1975, année de la signature du premier contrat de United avec un équipementier : Admiral.

### Monuments commémoratifs
Une statue de Sir Matt Busby s'élève au-dessus du grand magasin, il a été responsable du club de Manchester United pendant près de 24 ans. Il y a aussi une plaque en hommage aux victimes du crash aérien de Munich sur le bord Sud de la tribune Est, alors que l'Horloge de Munich est à la jonction des tribunes Est et Sud. Le 29 mai 2008, une statue appelée « The United Trinity » représentant George Best, Denis Law et Bobby Charlton est dévoilée pour célébrer le quarantième anniversaire de la première victoire en coupe d'Europe de Manchester United. Cette statue est située à l'extérieur du stade du côté de la tribune Est, à l'opposé de la statue de Busby. Le 23 novembre 2012, une statue de Sir Alex Ferguson, entraîneur historique du club de Manchester United, est érigée près de l'entrée de la tribune qui porte son nom.

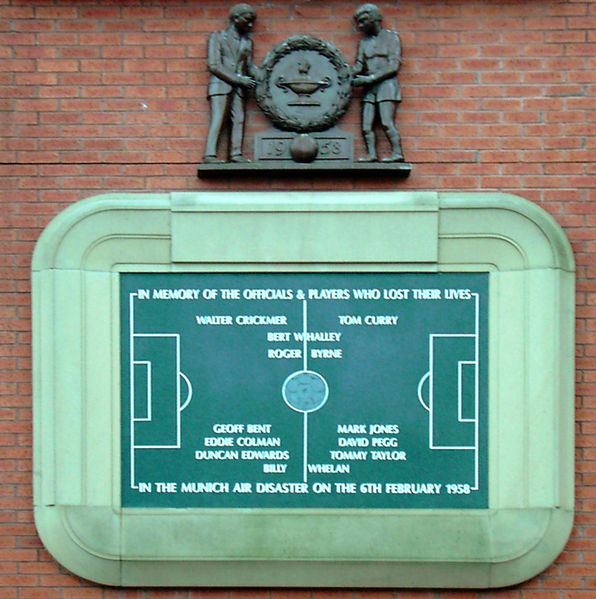
Une plaque à Old Trafford commémorant le crash aérien de Munich
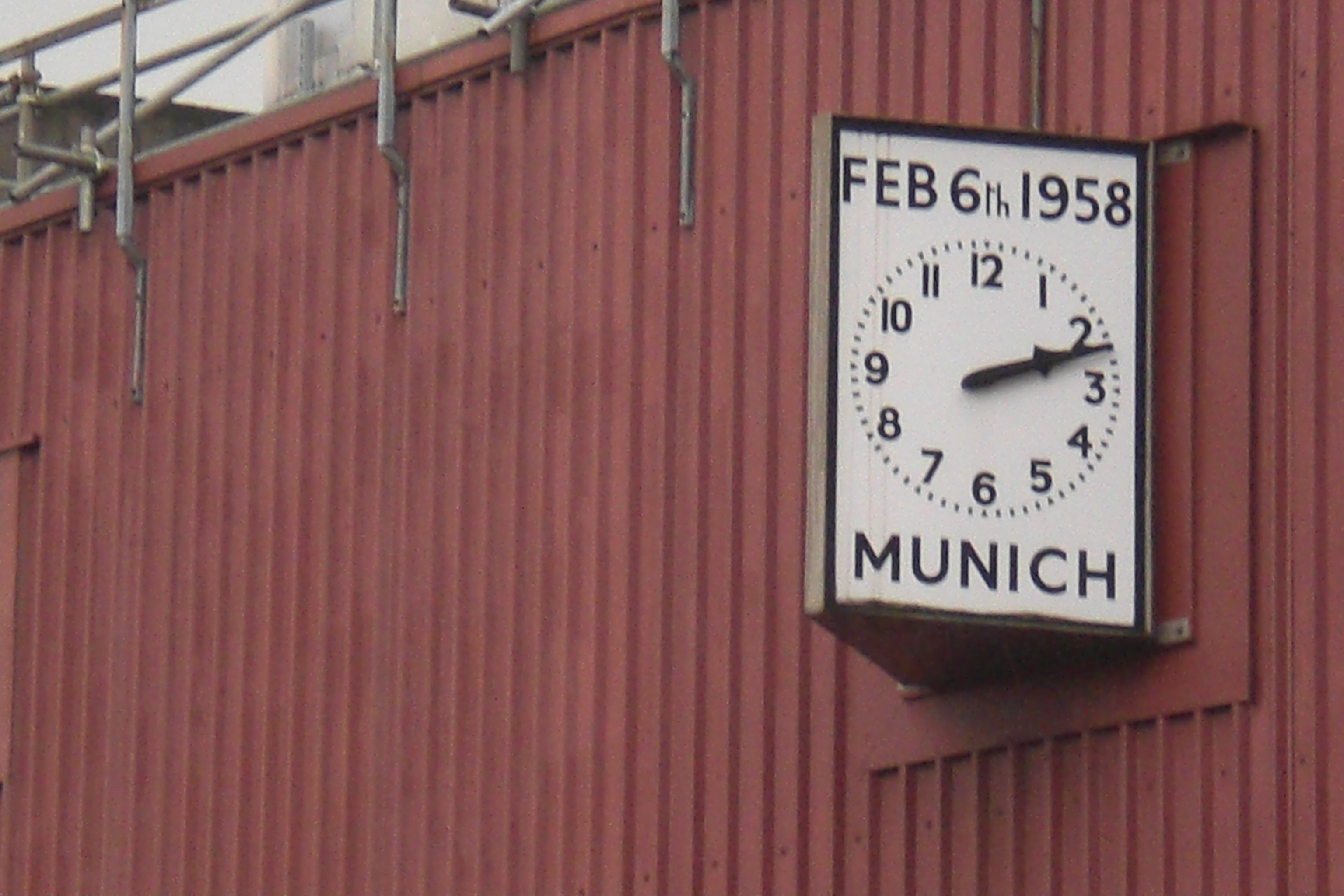
L'horloge attachée à Old Trafford, arrêté à l'heure exacte du crash aérien de Munich
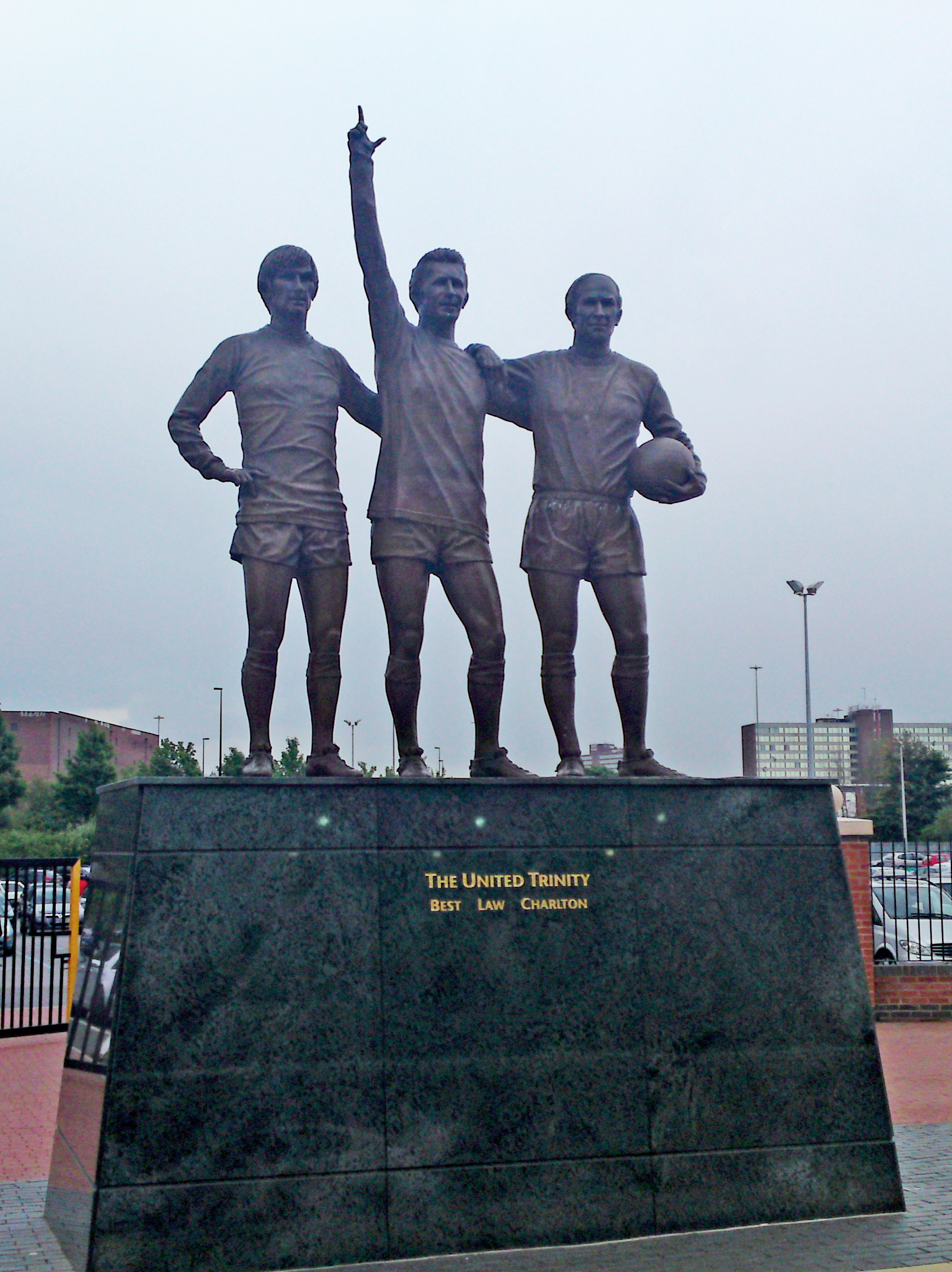
The United Trinity, la statue représentant Best, Law et Charlton.
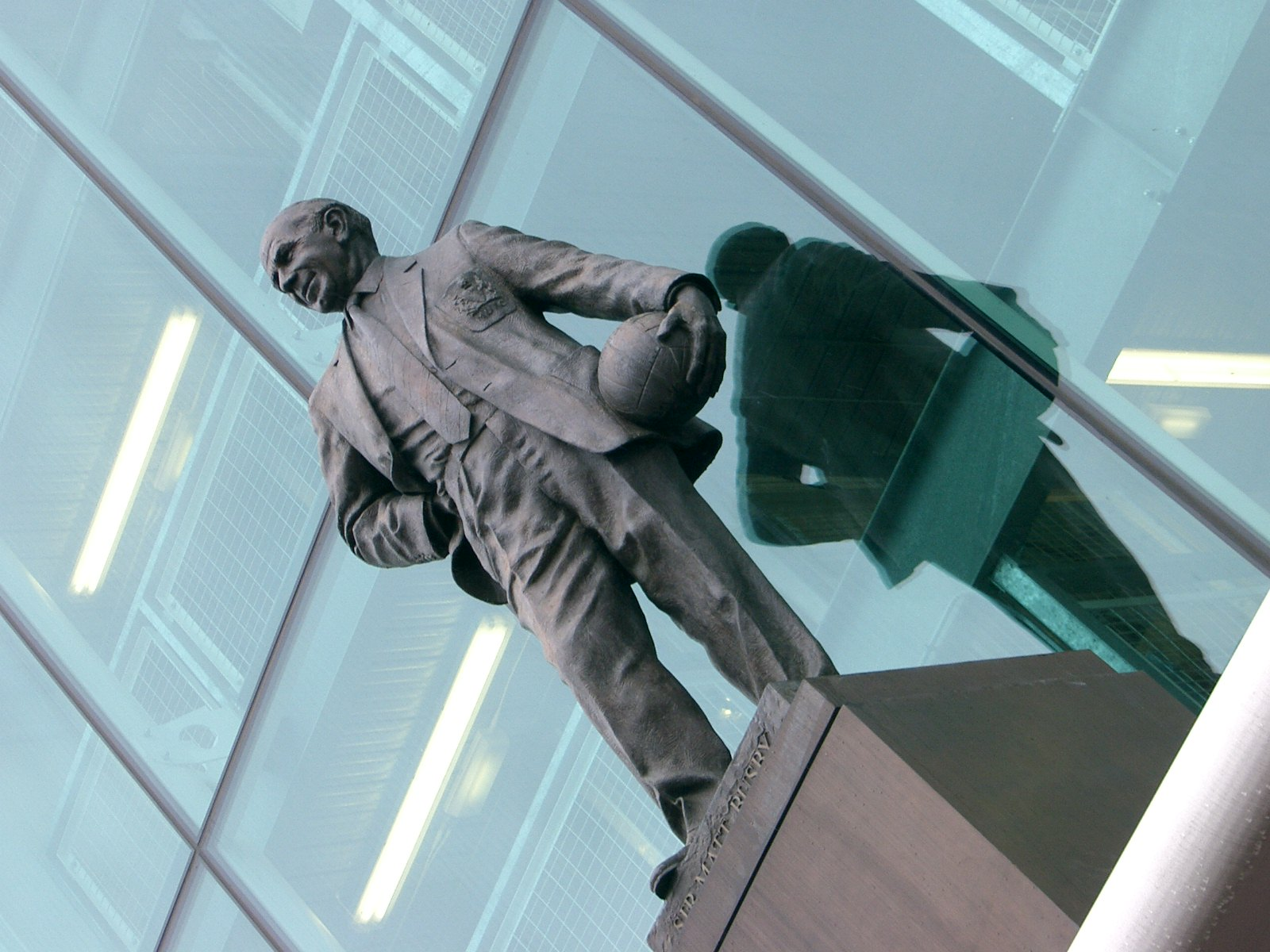
Statue représentant Matt Busby, entraîneur de Manchester United de 1945 à 1969
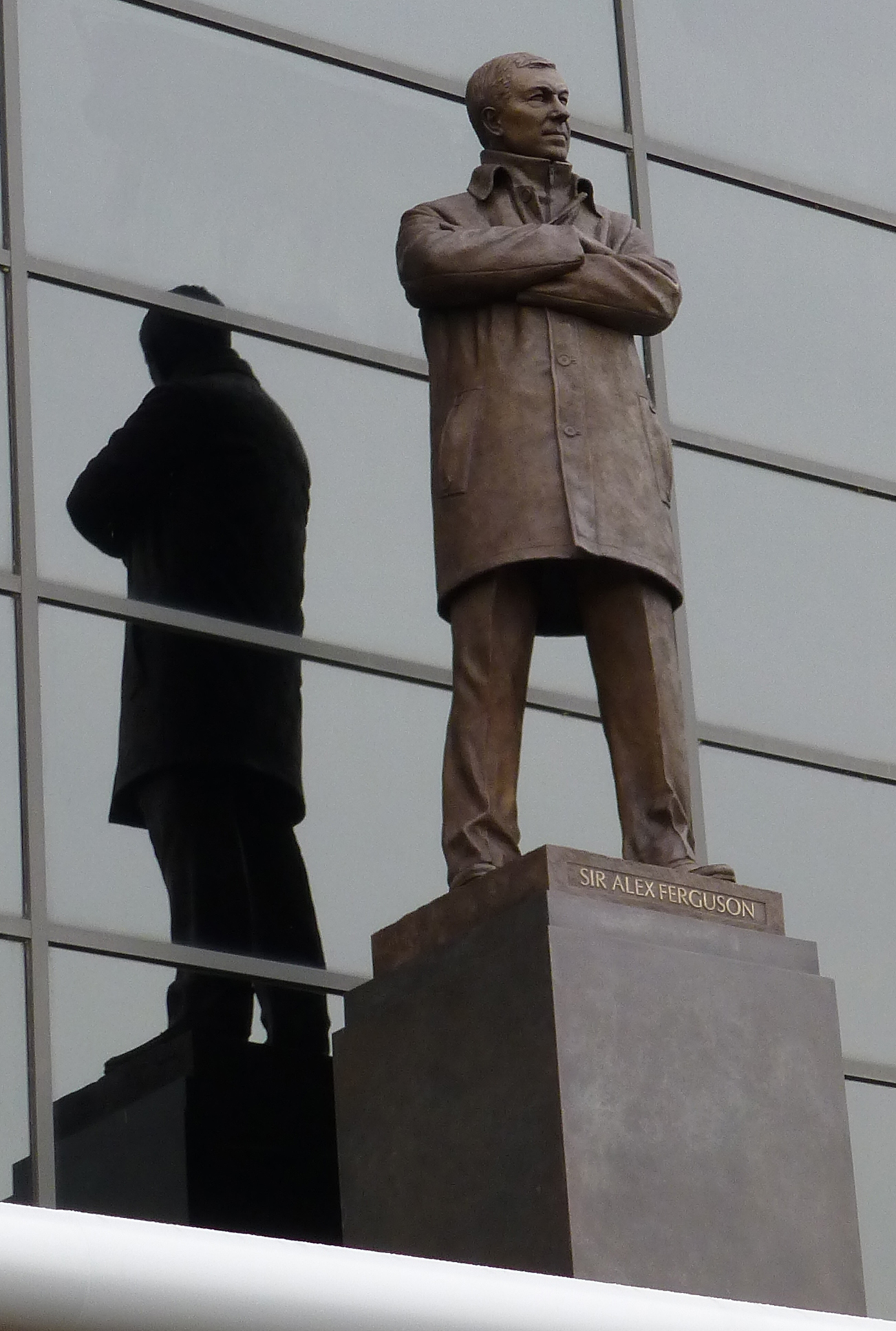
Statue représentant Alex Ferguson, entraîneur de Manchester United de 1986 à juin 2013[54].

## Utilisations du stade

### Manchester United
À Old Trafford, le Manchester United Football Club s'est construit un palmarès national et international. Le club y a remporté vingt fois le championnat d'Angleterre de football, onze coupes d'Angleterre de football et trois Ligues des Champions en 1968, 1999 et 2008. Le club a également remporté de nombreux autres trophées sur d'autres terrains. Le nom du club est inscrit sur la tribune Est du stade. Manchester United est inscrit en lettres rouges, le rouge étant la couleur du club.

### Compétitions internationales de football

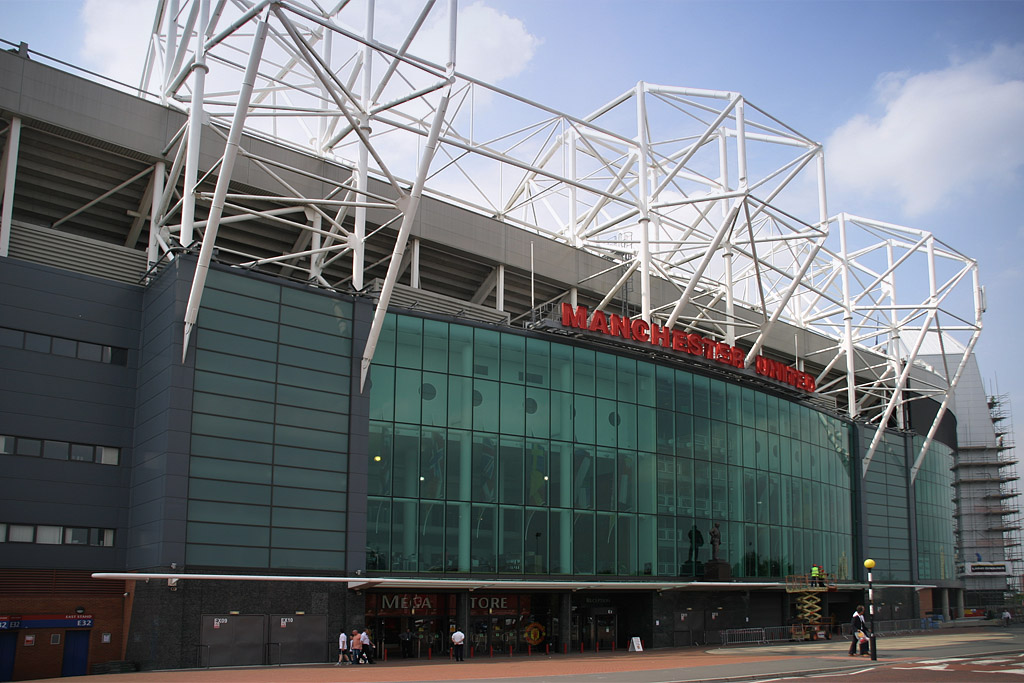
Vue extérieure de la tribune Est

Le stade mancunien a hébergé des matchs internationaux de football, dont 17 rencontres de l'équipe d'Angleterre, en particulier pendant la reconstruction du stade de Wembley. Lors de la Coupe du monde 1966, organisée en Angleterre, trois matchs sont programmés à Old Trafford durant le premier tour. En 1996, le stade est utilisé pour l'organisation de l'Euro 1996 et accueille notamment la demi-finale entre la France et la République tchèque. En 2003, Old Trafford héberge la finale de la Ligue des champions, remportée aux tirs au but par le Milan AC face à la Juventus.
Au niveau national, le stade mancunien est souvent sélectionné pour accueillir des demi-finales de la coupe d'Angleterre de football en terrain « neutre ». Old Trafford est actuellement le stade avec la deuxième plus grande capacité en Premier League derrière le Wembley Stadium.
- Liste des finales de la Coupe d'Angleterre de football : 1911 (match d'appui), 1915 & 1970 (match d'appui).

### Autres utilisations

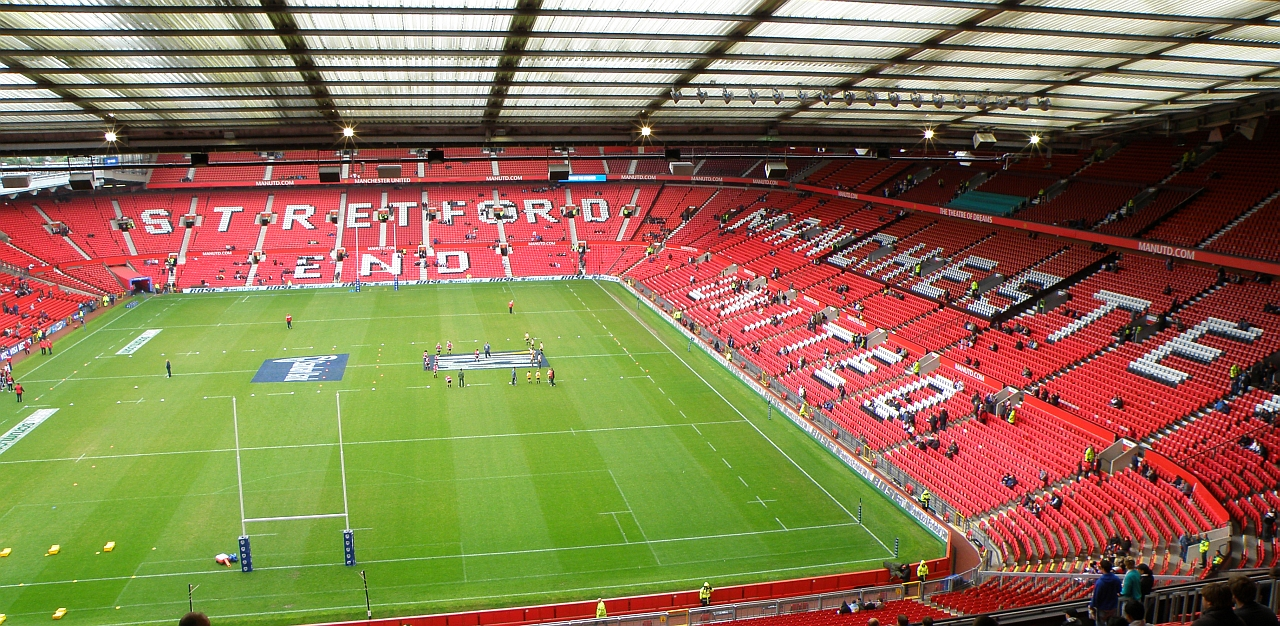
Old Trafford en configuration rugby pour le match Angleterre-Argentine

Old Trafford est un stade de football mais il est parfois utilisé pour d'autres sports. Avant que le stade ne soit construit, le site accueille les jeux de shinty, jeu traditionnel écossais. Durant la Première Guerre mondiale, le stade est utilisé par les Américains pour des matchs de baseball et, en 1981, pour des matchs de cricket avec l'organisation de la Lambert & Butler Cup.
Old Trafford accueille régulièrement des matchs de rugby, nationaux et internationaux, le plus souvent du rugby à XIII, très populaire dans le nord de l'Angleterre. Le premier match de rugby joué à Old Trafford est un match de rugby à XIII entre une équipe représentant le Lancashire et l'équipe de Nouvelle-Zélande. Le match a lieu durant la saison 1924-1925 de football mais Manchester United, alors en seconde division, accepte de prêter son stade en échange de 20 % de la recette du match. Le premier match de "rugby league" de championnat au « théâtre des rêves » est un match entre Salford et Leeds en novembre 1958 sous les projecteurs et devant 8 000 spectateurs. Le premier test match a lieu en 1986, lorsque l'Australie bat la Grande-Bretagne 38-16 sous les yeux de 50 583 spectateurs,. L'édition 1989 du World Club Challenge est jouée le 4 octobre 1989 à Old Trafford. Cette compétition voit Widnes battre les Canberra Raiders 30-18. En 2000, la Grande-Bretagne, l'Irlande et la France organisent la coupe du monde de rugby à XIII. Elles choisissent de jouer la finale de l'édition à Old Trafford. L'Australie et la Nouvelle-Zélande s'y disputent le titre lors de cette finale remportée par l'Australie sur un score de 40-12 devant 44 329 spectateurs. En novembre 2013, la finale de la Coupe du monde se déroule à nouveau à Old Trafford entre l'Australie et la Nouvelle-Zélande (34-2). C'est l'occasion pour le rugby à XIII d'y établir un record de spectateurs (74 468) pour un match international disputé en Grande-Bretagne. Par ailleurs, le « théâtre des rêves » accueille chaque année la finale de la Super League de rugby à XIII depuis la mise en place des play-offs en 1998, réunissant environ 70 000 spectateurs et dont le record de 72 582 spectateurs réalisé en 2006 entre St Helens RLFC et Hull FC, a été battu en 2015 avec 73 512 spectateurs pour le match Leeds - Wigan. En 2017, 72 827 spectateurs ont assisté à la "Grand Final" Leeds - Castelford.
Enfin, Old Trafford accueille son premier match international de rugby à XV en 1997, la Nouvelle-Zélande y défait l'Angleterre 25-8. Le second match international est une rencontre entre l'Angleterre et l'Argentine le 6 juin 2009.
En 1993, le championnat du monde de boxe dans la catégorie super moyens se déroule sur le terrain de Old Trafford, avec une affluence de 40 000 personnes pour voir Chris Eubank boxer Nigel Benn. Old Trafford devrait également être utilisé lors des Jeux olympiques d'été de 2012.
En dehors des utilisations sportives, plusieurs concerts ont lieu à Old Trafford comme ceux de Bon Jovi, Genesis, Bruce Springsteen, Status Quo, Rod Stewart et Simply Red le 29 juin 1996. Une émission de Songs of Praise est enregistrée dans le stade mancunien en septembre 1994. Old Trafford est aussi régulièrement utilisé pour des évènements privés, des mariages, des fêtes de Noël et des conférences de travail. Le premier mariage dans le stade a lieu dans la Premier Suite en février 1996.

## Affluences

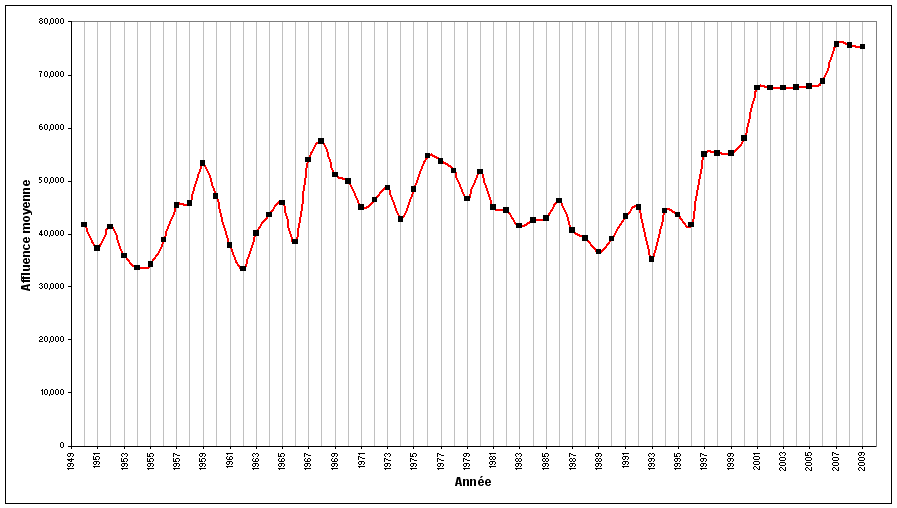
Graphique des moyennes d'affluence de Manchester United à Old Trafford entre 1949 et 2008

La plus forte affluence enregistrée à Old Trafford est de 76 962 personnes pour la demi-finale de FA Cup entre Wolverhampton Wanderers et Grimsby Town le 25 mars 1939. Ce record est antérieur à l'interdiction des tribunes sans siège permettant de faire entrer plus de spectateurs dans une tribune de même taille. Après la transformation en stade avec uniquement des places assises, le record d'affluence est de 76 098 spectateurs lors du match de Premier League entre Manchester United et Blackburn le 31 mars 2007. Cette affluence constitue aussi le record de la Premier League. Le record d'affluence dans le stade pour un match non officiel est 73 738 le 1er août 2007 à l'occasion d'une rencontre amicale de pré saison entre Manchester United et l'Inter Milan. La plus basse affluence pour un match officiel de l'après guerre à Old Trafford est 11 968 lors de la victoire 3-0 de United face à Fulham le 29 avril 1950. La plus basse affluence de l'histoire du stade est réalisée lors du match de seconde division entre Stockport County et Leicester City le 7 mai 1921 pour lequel seulement 13 spectateurs se sont déplacés. Ce chiffre constitue possiblement une erreur car plus de 10 000 spectateurs se sont déplacés plus tôt dans la journée pour voir un match entre Manchester United et Derby County.
La plus forte affluence moyenne à Old Trafford en championnat est de 75826 lors de la saison 2006-2007. La saison suivante, le record du total d'affluence est battu avec 2 197 429 personnes observant Manchester United atteindre le sixième tour de la Coupe d'Angleterre, remporter le championnat d'Angleterre et la Ligue des champions. La saison avec la moyenne la plus basse est la saison 1930-1931 pendant laquelle seulement 11 685 spectateurs sont présents en moyenne.
Le 17 mars 2016, l'affluence de 75 180 spectateurs lors de la rencontre entre Manchester United et son rival Liverpool en Ligue Europa constitue un nouveau record pour la compétition européenne.
Pour le rugby à XIII, on l'a vu plus haut, le record est 74 468 spectateurs pour la finale de la Coupe du monde 2013.
| N° | Date             | Adversaire       | Compétition    | Affluence |
| -- | ---------------- | ---------------- | -------------- | --------- |
| 1  | 31 mars 2007     | Blackburn Rovers | Premier League | 76 098    |
| 2  | 13 janvier 2007  | Aston Villa      | Premier League | 76 073    |
| 3  | 17 mars 2007     | Bolton Wanderers | Premier League | 76 058    |
| 4  | 31 janvier 2007  | Watford          | Premier League | 76 032    |
| 5  | 26 décembre 2006 | Wigan Athletic   | Premier League | 76 018    |

Malgré ces affluences élevées, l'ambiance du stade est critiquée par de nombreux supporteurs au début des années 2010.

## Transports

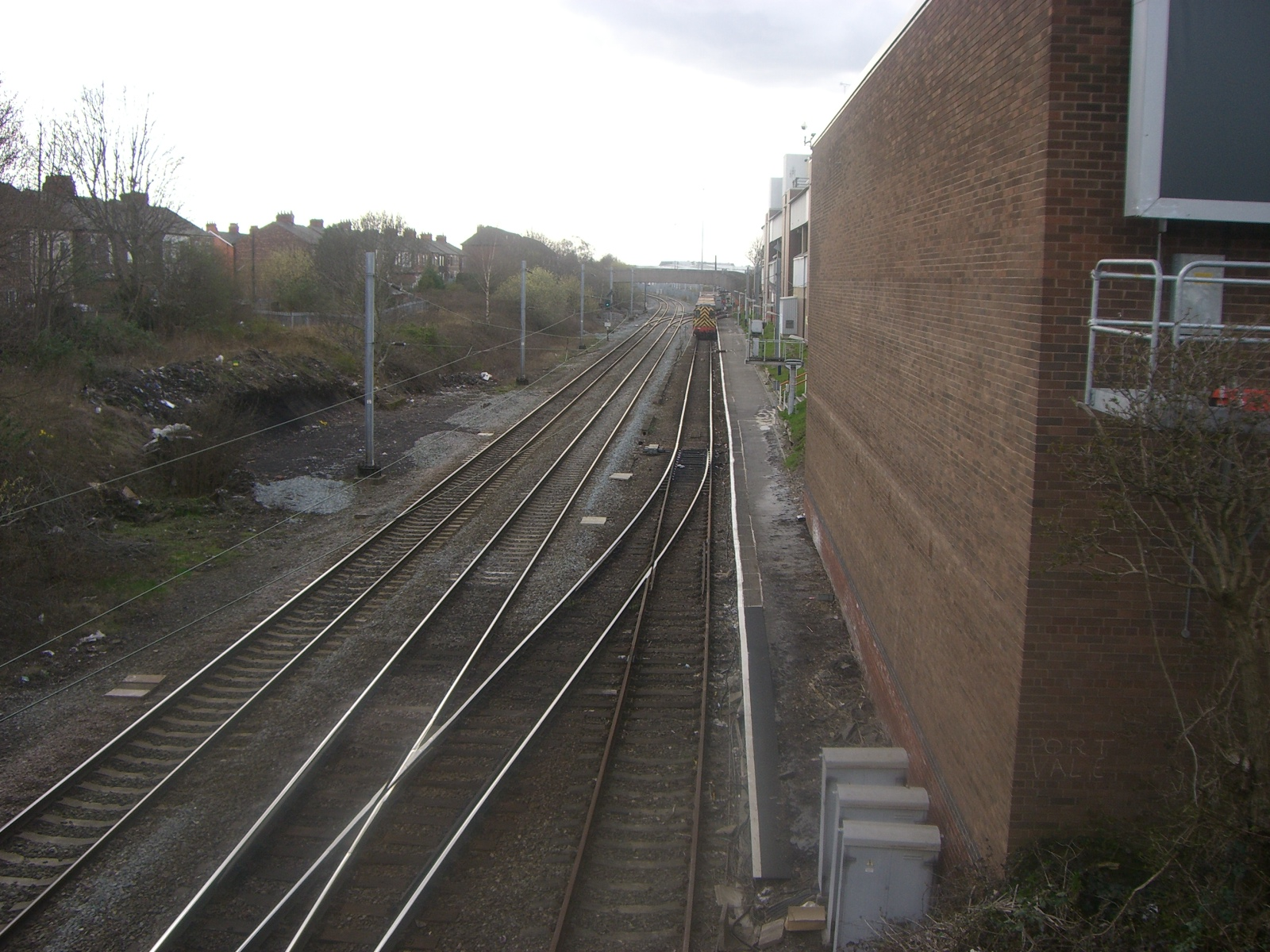
Manchester United FC Halt

La gare Manchester United FC Halt, adjacente à la tribune Sud, est seulement ouverte les jours de matchs. Le stade est aussi desservi par les lignes Altrincham et Eccles du tramway Manchester Metrolink, dont les plus proches arrêts se trouvent à cinq minutes à pied du stade. Les bus 17, 114, 236, 250 et de 252 à 257 mènent de la station de train Manchester Piccadilly à Old Trafford. Les visiteurs qui font le déplacement en voiture peuvent se garer dans les parkings du stade, tous situés à moins de 800 mètres de celui-ci.